# Санчес Мата, Виктор
Ви́ктор Са́нчес Ма́та (исп. Víctor Sánchez Mata; 8 сентября 1987, Тарраса, Каталония, Испания) — испанский футболист, опорный полузащитник клуба «Жирона».

## Биография
В «Барселону» пришёл в 2005 году из барселонского клуба «Европа». В сезоне 2006/07 за «Барселону C» сыграл 36 матчей, забил 7 голов. В сезоне 2007/08 Санчес выступал за «Барселону B», которую тренировал Пеп Гвардиола, благодаря своей универсальности (Санчес в течение сезона играл на всех позициях в поле) был одним из ведущих игроков команды, сыграл 29 матчей, забил 2 гола. Вместе с партнёрами он помог команде выйти в Сегунду B (третий дивизион чемпионата Испании). В том же сезоне Санчес дебютировал в основном составе «Барселоны» (в Кубке Испании 2 января 2008 года и в Примере 18 марта 2008 года).
Перед началом сезона 2008/09 «Барселону» возглавил Гвардиола, который стал давать Санчесу и другим игрокам из молодёжной команды регулярно играть за основной состав. В том сезоне Санчес провёл свой первый матч в Лиге чемпионов УЕФА.
Сезон 2009/10 Санчес провёл в аренде в «Хересе». Забил 2 гола в 25 матчах. Голы забил в ворота «Вальядолида» и «Расинга».
31 января 2012 года Санчес вернулся в Ла Лигу, подписав 3,5-летний контракт с «Эспаньолом». 18 августа 2020 года Санчес и «Эспаньол» расторгли контракт по взаимному согласию сторон.
27 ноября 2020 года Санчес подписал двухлетний контракт с клубом чемпионата Австралии «Уэстерн Юнайтед».

## Достижения
«Барселона»
- Чемпион Испании: 2008/09
- Обладатель Кубка Испании: 2008/09
- Победитель Лиги чемпионов: 2008/09